# هجوم هايلاند بارك
في 4 يوليو 2022، وقع إطلاق نار جماعي خلال موكب احتفالي بمناسبة يوم الاستقلال في هايلاند بارك، إلينوي، الولايات المتحدة. وقع إطلاق النار في الساعة 10:14 صباحًا بتوقيت وسط أمريكا (UTC-05: 00)، بعد حوالي 15 دقيقة من بدء الموكب. قُتل سبعة أشخاص بالرصاص، وأصيب 46 آخرون بالرصاص أو الذعر الذي أعقب ذلك.